# Синьял-Моргауши
Синья́л-Морга́уши (чув. Çĕньял Муркаш) — деревня в Моргаушском районе Чувашской Республики. Входит в состав Моргаушского сельского поселения.

## География
Находится в северо-западной части Чувашии у северной границы районного центра села Моргауши на берегах речки Моргаушка.

## История
Известна с 1795 года как выселок деревни Первая Васкина (ныне Моргауши) с 13 дворами. В 1858 году здесь было учтено 40 дворов и 155 жителей, в 1906 — 50 дворов и 265 жителей, в 1926 — 58 дворов и 286 жителей, в 1939—312 жителей, в 1979—278. В 2002 году было 71 двор, в 2010 — 60 домохозяйств. В 1930 году был образован колхоз им. Сталина, в 2010 действовал СХПК «Племзавод им. Е. Андреева».

## Население
Постоянное население составляло 242 человека (чуваши 98 %) в 2002 году, 195 в 2010.